# Chokladboll

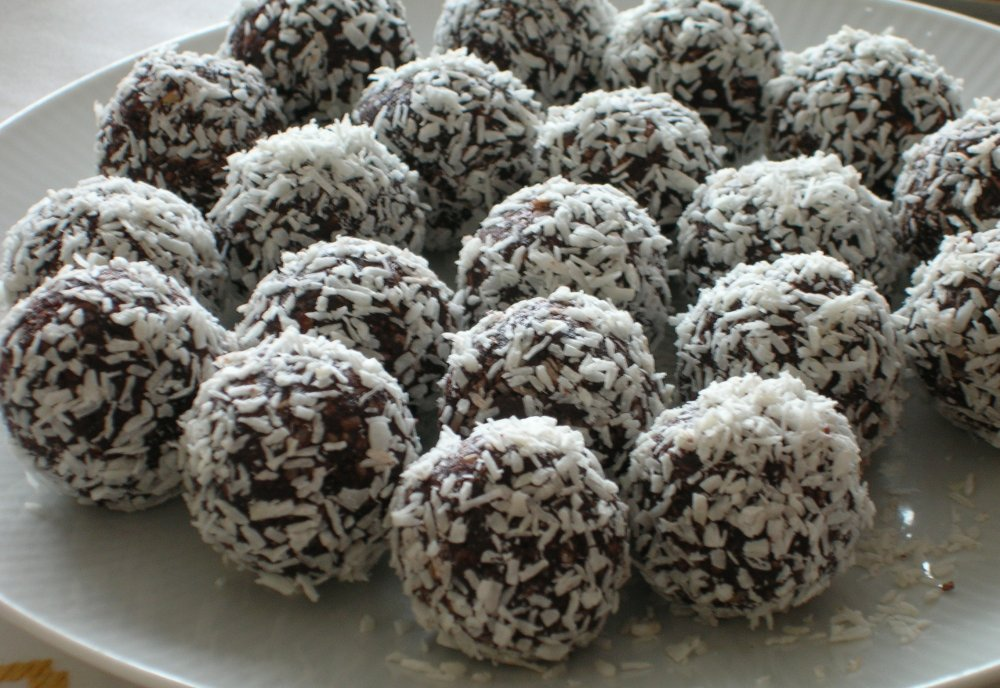
Assiette de chokladboll.

Le chokladboll (pluriel en suédois : chokladbollar), connu aussi comme havreboll, kokosboll est un petit gâteau au chocolat et à la noix de coco originaire de Suède.

## Histoire
Si le chokladboll est aujourd'hui une recette typique de Suède, il semble qu'il trouve son origine pendant la Seconde Guerre mondiale au Danemark à cause du rationnement alimentaire qui faisait manquer de farine de blé et qui obligea à chercher des aliments de substitution. Ainsi, en 1943, le quotidien danois Nationaltidende publia un petit livret pour les ménagères intitulé Opfindsomhed i en krisetid (Ingéniosité en temps de crise), contenant la recette des havregrynskugle (boules de farine d'avoine), qui sont similaires au chokladboll mais sans le chocolat. Le 14 décembre de la même année, le Svenska Dagbladet publia la recette des barnens negerbollar (« boules de nègre », [sic]) pour les enfants.

## Caractéristiques
Le chockladboll se présente sous la forme d'une balle de golf légèrement plus petite ; il est composé de farine d'avoine, de sucre, de cacao, de sucre vanillé et de beurre. Parfois, les boules sont préparées en ajoutant une petite quantité de café et de crème, ce qui contribue à rendre ce dessert plus doux. Les boules sont également saupoudrées de noix de coco râpée ou alternativement de petits morceaux de hagelslag (sorte de nonpareilles blanches). Le chokladboll peut être consommé immédiatement, mais généralement il est refroidi auparavant au réfrigérateur.

## Variantes
Un gâteau similaire au chokladboll est le kadur shokolad (כדור שוקולד, « balle en chocolat »), consommé en Israël, contenant des miettes de Petit Beurre. D'autres petits gâteaux se rapprochent du chokladboll, comme les romkugle au rhum, au Danemark, et le brigadeiro au Brésil, avec du lait condensé et du cacao.

## Controverse
Le terme suédois negerboll (« boule de nègre »), qui était le nom d'origine du chokladboll, a été remplacé par celui de chokladboll, à cause de la connotation considérée comme raciste de neger, utilisé autrefois pour définir les personnes d'origine subsaharienne, et le mot « chokladboll » est ajouté dans la treizième édition de la Svenska Akademiens ordlista (Dictionnaire de l'Académie de Suède), publiée en 2006, pour remplacer celui de negerboll. Dans la quatorzième édition de ce dictionnaire, publiée en 2015, le terme « negerboll » disparaît,.
En 2003, le propriétaire d'une boulangerie de Sjöbo fut dénoncé au défenseur civique suédois contre la discrimination ethnique pour avoir inscrit le mot « negerboll » sur une étiquette de sa boutique. Cependant, il a évité la prison, car la personne l'ayant dénoncé ne s'est pas déclarée victime de cette « insulte ».